# Division Brehmer
La division Brehmer, également appelée division B, a été constituée, à partir de mars 1944, pour réduire les forces du maquis de la région Centre-Ouest de la France et faire la chasse aux Juifs. Elle était placée sous le commandement de Walter Brehmer.

## Composition de la division Brehmer
La division Brehmer ou division « B » a sévi à partir du 26 mars 1944 jusqu'au 19 avril. Forte de 8 000 hommes, elle comprenait :
- Les 1er, 5e, 6e, et 190e régiments de la 325e Sicherungs-Division ;
- 799e bataillon georgien, comprenant 5 compagnies ;
- 958e bataillon motorisé de DCA, qui entrera dans la composition de la brigade Jesser ;
- 218e régiment de grenadiers ;
- 941e régiment de grenadiers, auparavant régiment de sécurité no 1 ;
- Régiment de sécurité no 56 ;
- régiment de Sécurité no 1000 (Sicherungs Motorisierte Régiment 1000) qui entrera dans la composition de la brigade Jesser ;
- 2 brigades d’intervention de la feldgendarmerie, les brigades no 505 de Bergerac et no 964 de Périgueux ;
- des forces du commandement des SS et de la police (SD et SIPO) de Lyon et de Limoges.

## Massacres perpétrés par la division Brehmer en 1944
Les exactions de la division Brehmer ont causé la mort de 250 maquisards et civils assassinés et des centaines de déportés en Dordogne.
L'opération commence le 26 mars par des interventions dans la forêt de la Double, dans un triangle compris entre Ribérac, Saint-Laurent-des-Hommes et Mussidan. L'état-major de la division s'est installé à Ribérac, des unités mobiles ratissent les environs pour débusquer les maquisards et les Juifs. Ils interviennent à Saint-Étienne-de-Puycorbier, Saint-Michel-de-Double, Saint-André-de-Double, Beauronne, Saint-Laurent-des-Hommes où il y a de nombreuses exactions. Ils sont à Rouffignac, Montignac, Brantôme et Terrasson où ils assassinent des civils, violent des femmes, multiplient les rafles et les incendies.
- 26 mars 1944[1] :
  - Brantôme : après des tirs de résistants contre la voiture du général Walter Brehmer, ayant causé la mort de deux policiers, des membres du Sipo-SD exécutent 25 détenus de la prison de Limoges, dont des Juifs[2], ainsi qu'un jeune habitant de la commune.
  - Ribérac et Mussidan : les Allemands y prennent position ; le général Walter Brehmer installe même son quartier général à Ribérac. Ils sillonnent la forêt de la Double orientale et déclenchent des incendies pour débusquer les maquisards[3],[4]. 252 personnes sont arrêtées, emprisonnées dans la caserne du 35e régiment d'artillerie avant d'être déportées.
  - Allemans : 2 civils fusillés.
  - Beauronne : 1 civil fusillé.
  - La Jemaye : 2 civils fusillés.
  - Saint-André-de-Double : 1 civil fusillé.
  - Saint-Laurent-des-Hommes : 1 civil fusillé.
  - Saint-Martin-de-Ribérac : 5 civils fusillés.
  - Saint-Médard-de-Mussidan : 1 civil fusillé.
  - Saint-Médard-de-Double : 3 civils fusillés.
  - Saint-Paul-la-Roche : 1 civil fusillé.
  - Saint-Sulpice-de-Roumagnac : 5 civils fusillés.
- 27 mars 1944 :
  - Brantôme : 13 civils sont passés par les armes.
  - Candillac : 4 civils fusillés.
  - Champagnac-de-Belair : 4 civils sont fusillés.
  - Condat-sur-Trincou : 1 civil fusillé.
  - Saint-Crépin-de-Richemont : 5 fusillés dont 2 femmes.
  - Sainte-Marie-de-Chignac : 26 personnes sont passées par les armes.
  - Saint-Pancrace : 5 civils fusillés.
  - Villars : 5 fusillés.
- 28 mars 1944 :
  - Saint-Front-d'Alemps : 2 civils fusillés.
- 29 mars 1944 : 
  - Château-l'Évêque : 5 Juifs sont assassinés.
  - Clermont-d'Excideuil : 1 Juif est tué.
  - Corgnac-sur-l'Isle : 1 civil et 2 Juifs sont tués.
  - Lanouaille : 1 Juif tué.
  - Lempzours : 1 civil tué.
  - Nantheuil-de-Thiviers : 4 Juifs tués.
  - Preyssac-d'Excideuil : 2 civils fusillés.
  - Saint-Germain-des-Prés : 2 Juifs tués.
  - Saint-Médard-d'Excideuil : 1 Juif tué.
  - Saint-Romain-et-Saint-Clément : 4 civils tués.
  - Sarliac-sur-l'Isle : 2 Juifs tués.
  - Sarrazac : 1 Juif et 4 civils sont tués.
  - Vaunac : 1 civil tué.
- 30 mars 1944 :
  - Auriac-du-Périgord : 6 civils fusillés.
  - Azerat : 3 tués.
  - Chasteaux : 1 tué.
  - Coly : 1 Juif et 1 civil tués.
  - Condat-sur-Vézère : 2 Juifs et 3 civils tués.
  - Fanlac : 2 civils tués.
  - La Bachellerie : 11 Juifs et civils tués. Le château de Rastignac est pillé et incendié. Les trente-trois tableaux de la galerie parisienne Bernheim-Jeune cachés dans le château au début de la guerre ont disparu[5].
  - Montignac : 1 Juif tué.
  - Saint-Amand-de-Coly : 1 civil tué.
  - Saint-Rabier : 2 Juifs et 1 civil tués.
  - Villac : 4 civils tués.
  - Arnac-Pompadour : 1 civil tué.
  - Cublat : 2 civils tués.
  - Jayac : 2 Juifs tués.
  - Nadaillac : 2 civils tués.
  - Saint-Médard-d'Excideuil : 2 Juifs tués.
  - Terrasson : 6 civils tués
  - Thenon : 1 Juif et 3 civils tués.
  - Valojoulx : 1 civil tué.
- 31 mars 1944 :
  - Rouffignac est entièrement détruit et brûlé à titre de représailles, par la division Brehmer, à l'exception de l'église et des maisons attenantes. Un odonyme local (« Place du 31-Mars-1944 ») rappelle cet événement.
- 1er avril 1944 : 
  - La division Brehmer intervient à Badefols-d'Ans où elle pille et brûle le château, arrête Jehan de Lestrade de Conty, son fils Louis et des femmes. Jehan de Lestrade de Conty et son fils sont déportés.
  - Annesse-et-Beaulieu : 1 juif tué.
  - Azerat : 2 Juifs tués.
  - Chavagnac : 2 civils tués.
  - Cornil : 1 civil tué.
  - Hautefort : 4 Juifs tués.
  - La Cassagne : 1 civil tué.
  - Le Lardin-Saint-Lazare : 1 Juif tué.
  - Saint-Pantaléon-de-Larche : 3 Juifs tués.
  - Saint-Pierre-de-Chignac : 1 juif et 1 civil tués.
  - Terrasson : 2 civils tués.
  - Thenon : 5 Juifs tués.
  - Tourtoirac : 4 juifs tués.
- 2 avril 1944 : 
  - Sainte-Orse, une colonne de 200 SS investit le village, arrête une trentaine de Juifs, 7 sont abattus, les autres sont déportés. 1 civil est tué.
  - Condat-sur-Vézère : 2 Juifs et 5 civils fusillés (Monument érigé en 1945 dont l'Académicien Wladimir d'Ormesson composera l'inscription qui y est gravée, l'Académicien Maurice Schumann leur rendant hommage, notamment à Paul Weill lors de son discours de Reception à l'Académie Française le 30 Janvier 1975 - page 17).
  - Les exactions continuent à Alles-sur-Dordogne, Azerat, Génis, Marquay, Saint-Hilaire-Peyroux, Saint-Martial-d'Albarède, Tulle, Venarsal avec 21 fusillés dont 10 Juifs.
- Le 3 avril 1944, la division Brehmer entre en Corrèze où agissent les Résistants placés sous la direction de Georges Guingouin. Du 3 au 16 avril, elle intervient dans les communes de Lonzac, Noailles, Brive, Lacelle, Saint-Ybard, Treignac, Aubas, Le Lonzac, Moustier-Ventadour, Saint-Just-le-Martel, Saint-Priest-de-Gimel, Bugeat, Eymoutiers, Peyrat-le-Château, Rempnat, Saint-Hilaire-les-Courbes, Tarnac, Ussel, Meilhards, Lacelle, Saint-Amand-le-Petit, Saint-Germain-les-Belles, Vignols, Turenne, Ligueux, Sorges, Noailhac, Martignac-sur-Jalle où elle a fait 77 victimes assassinées dont 28 Juifs.

Au total 347 personnes ont été abattues entre le 26 mars et le 19 avril.
À la mi-avril, le général Brehmer est de retour à Paris.
À la fin de la guerre, les responsables de ces crimes furent peu inquiétés ou poursuivis[réf. nécessaire].